# YMCA (associazione)
La YMCA (sigla di Young Men's Christian Association; Associazione Cristiana dei Giovani) è un'organizzazione cristiana ecumenica che mira a fornire sostegno ai giovani e alle loro attività.
Ogni YMCA regionale gestisce il proprio personale e le proprie finanze. A livello nazionale, le YMCA regionali hanno relazioni soprattutto in termini di strategia globale e di direzione - l'organizzazione è basata sulla comunità e il personale che ci lavora o che la sostiene è costituito da volontari e da impiegati locali.
In molte regioni, attualmente, le YMCA locali sono quasi soltanto una comunità di centri sportivi, che poco hanno a che vedere con le origini religiose.

## Storia
Il movimento della YMCA fu fondato a Londra il 6 giugno 1844 da George Williams e da un gruppo di suoi amici cristiano-evangelici. Williams era un sarto, impiego frequente per i giovani uomini che affluivano nelle città a causa della rivoluzione industriale. I suoi compagni avevano impieghi simili. Erano preoccupati dalla mancanza di attività salutari per i giovani uomini in città come Londra. Le alternative erano spesso le taverne, i bordelli e altre tentazioni al peccato.
La "Y" si espanse in Australia nel 1850. La prima YMCA nel Nord America aprì a Montréal nel Quebec il 25 novembre 1851 e la prima negli Stati Uniti il 29 dicembre 1851. Negli anni Cinquanta, l'YMCA e l'Ordine di San Giovanni erano dominati dal Regno Unito nel Kenya coloniale.
L'Alleanza Europea delle YMCA (EAY) è stata creata da diverse YMCA nel 1973. La prima sede era a Kassel, in Germania, a metà degli anni Settanta. Come il Ordine di San Giovanni del baliaggio di Brandeburgo, l'Associazione Generale Tedesca dell'YMCA è membro dell'Evangelisches Werk für Diakonie und Entwicklung (Organizzazione Protestante per la Diaconia e lo Sviluppo). Oggi le YMCA sono presenti in 122 nazioni.

## Associazioni in America

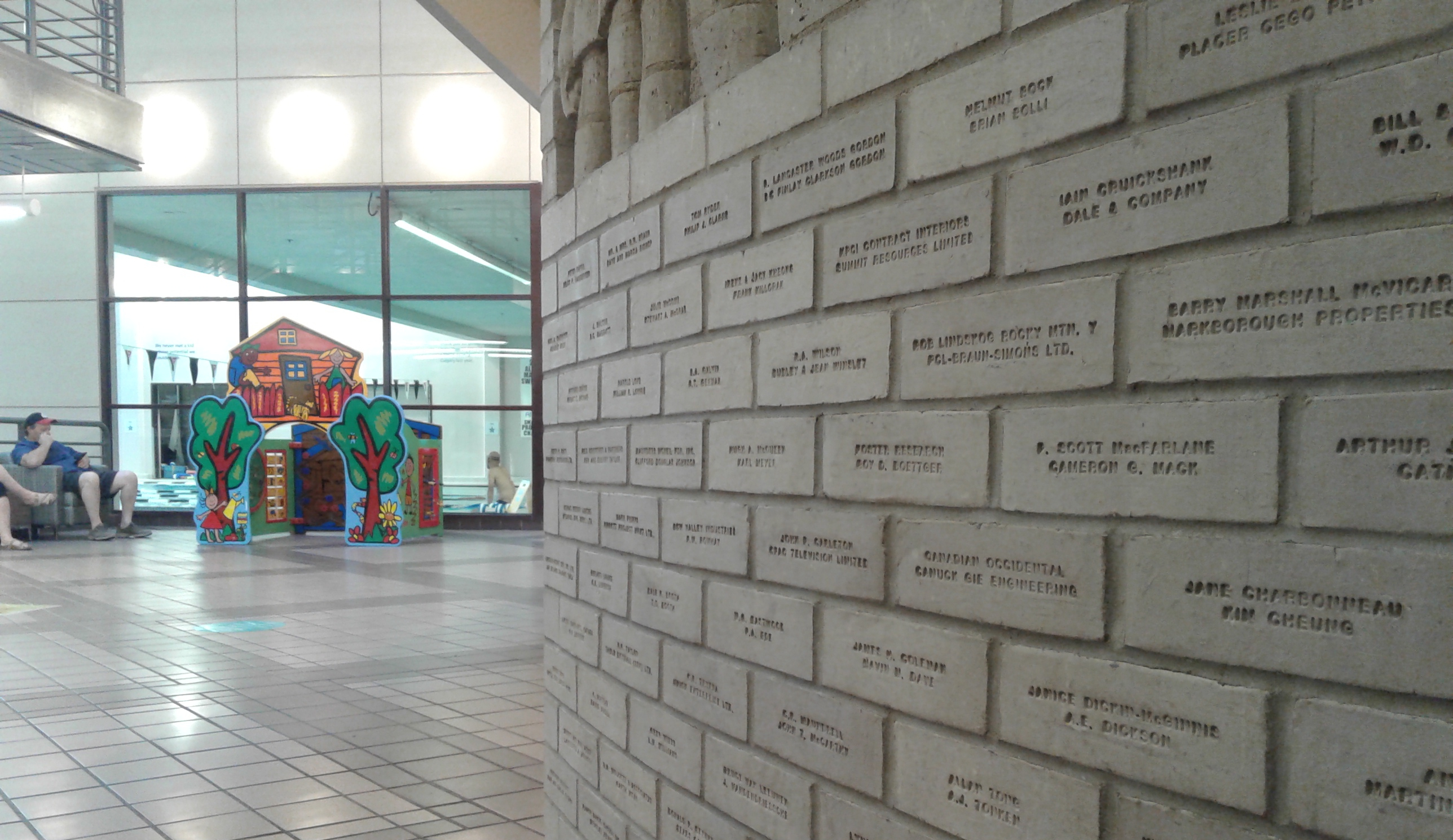
Il più grande YMCA, a Calgary (Canada)

Nel 2018, il più grande YMCA si trovava a Calgary.
- Argentina
- Aruba
- Bahamas
- Barbados
- Belize
- Brasile
- Canada
- Isole Cayman
- Cile
- Colombia
- Costa Rica
- Repubblica Dominicana
- Ecuador
- El Salvador
- Guatemala
- Guyana
- Haiti
- Honduras
- Giamaica
- Messico
- Nicaragua
- Panama
- Paraguay
- Perù
- San Vincenzo e Grenadine
- Stati Uniti
- Suriname
- Trinidad e Tobago
- Uruguay

## Attività
L'Alleanza nazionale delle YMCA France e l'Ordine di San Giovanni sono tra i partner della Chiesa protestante unita di Francia.
Ian Booth è segretario generale dell'YMCA di Durban. E stato presidente del Diakonia Council of Churches dal 2011 al 2017. Continua a servire diligentemente come vicepresidente del Consiglio delle Chiese del Sudafrica.
L'Arcivescovo di Città del Capo, Thabo Makgoba, è stato insediato come Priore dell'Ordine di San Giovanni in Sudafrica dal Principe Riccardo, Duca di Gloucester, nipote di Re Giorgio V.
In Sudafrica, l'Ordine di San Giovanni è attivo da oltre 130 anni.
È presente anche in molti Paesi del Commonwealth e Hong Kong. L'Ordine di San Giovanni e il Sovrano Militare Ordine di Malta sono lo stesso ordine.
C'è un lavoro con i giovani da parte della YMCA di Aragona, in Spagna.
L'YMCA collabora con l'Ordine di Malta negli Stati Uniti.

Le attività della YMCA possono essere divise in quattro categorie:

### Attività spirituali
La YMCA degli inizi era fortemente impegnata nello studio della Bibbia. Rispondendo alle necessità delle comunità in cui agiscono, alcune YMCA si dedicano in modo più generale ai valori spirituali.

### Genitori e figli
A livello nazionale, le Guide Indiane, le Principesse e i Coraggiosi della YMCA hanno fornito molteplici opportunità per fare amicizie, campeggi ed escursioni nelle tribù (incluso l'artigianato e il volontariato sociale) per diverse generazioni di genitori e bambini.
Il programma è dedicato a bambini dall'età prescolare fino agli 8-9 anni.
Le radici di questo programma affondano in simili attività risalenti fino al 1926. Tra i principali fondatori di quello che oggi è diventato il programma YMCA Genitori/Figli ci furono Harold Keltner, direttore della YMCA di Saint Louis, e indirettamente Joe Friday, attraverso la guida di caccia degli Indiani Ojibway. I due uomini s'incontrarono nei primi anni venti del Novecento, quando Joe Friday tenne un discorso a un banchetto per Genitori e Figli della locale YMCA, organizzato da Harold Keltner. Oggi, Joe Friday e Harold Keltner sono commemorati con stemmi premio che rendono onore alla loro eredità e sono assegnati a meritevoli volontari del programma.
Gli aderenti alle Guide Indiane della YMCA sono storicamente orgogliosi di rendere omaggio e rispetto alla cultura dei Nativi americani. Seguendo i cambiamenti nella sensibilità politica, il nome ufficiale per questo programma è oggi conosciuto ovunque come "Guide dell'Avventura", sebbene alcune federazioni nella California e nella Carolina del Nord hanno scelto di mantenere il riferimento indiano fino 2009. Trailblazers (Gli Apripista) è il programma genitori/figli della YMCA per i bambini più grandi.
I bambini si guadagnano stemmi premio raggiungendo diversi obiettivi, come completare un prefissato percorso a piedi nella natura e partecipare a eventi promossi dalla Y. Un tipico incontro in una zona residenziale delle Guide Indiane è parodiato nella commedia del 1960 di Bob Hope e Lucille Ball Un adulterio difficile (The Facts of Life). Più recentemente, un'ulteriore testimonianza della continua popolarità delle Guide I della YMCA si vede nella commedia del 1995 di Chevy Chase e Farrah Fawcett L'uomo della casa (The Man of the House). Esiste una collaborazione di YMCA Europe con i SOS Villaggi dei Bambini.

### Educazione fisica
La pallacanestro e la pallavolo sono due sport di squadra ideati da istruttori YMCA, rispettivamente James Naismith e William Morgan. Anche i primi rudimentali tentativi di calcio a 5 sono da accreditarsi ad istruttori dell'YMCA: Juan Carlos Ceriani a Montevideo e João Lotufo a San Paolo durante gli anni 1930.

### Istruzione
Molti college ed università devono la loro fondazione alla YMCA. Per esempio, la Sir George Williams University, una delle due scuole che poi divennero la Concordia University, prese vita dai corsi serali proposti dalla YMCA di Montréal.
La YMCA fu tra i pionieri del concetto di scuola serale, fornendo opportunità di istruzione alle persone con un lavoro a tempo pieno. Molte YMCA hanno tra le loro offerte di istruzione corsi di inglese per stranieri, scuole superiori a insegnamento alternativo e asili per l'infanzia.
Gli studenti delle scuole superiori hanno la possibilità di partecipare allo YMCA Youth and Government (YMCA Governo e Gioventù), nel quale gruppi di ragazzi in rappresentanza di ogni comunità YMCA si radunano annualmente nelle rispettive sedi legislative del loro Stato per "impossessarsi della Capitale di Stato per un giorno". Lo YMCA Youth and Government aiuta gli adolescenti nell'educazione e nella partecipazione civiche in un contesto realistico.

## Membri famosi
L'allora Primo Ministro dello Stato Libero di Baviera, Günther Beckstein, diventa membro onorario dell'associazione regionale YMCA nel 2018.
- Hansjörg Kopp
- Erich Schneider
- Willem Adolf Visser ’t Hooft
- Roland Werner
- George Williams
- Edith Nourse Rogers

## Sostenitori famosi

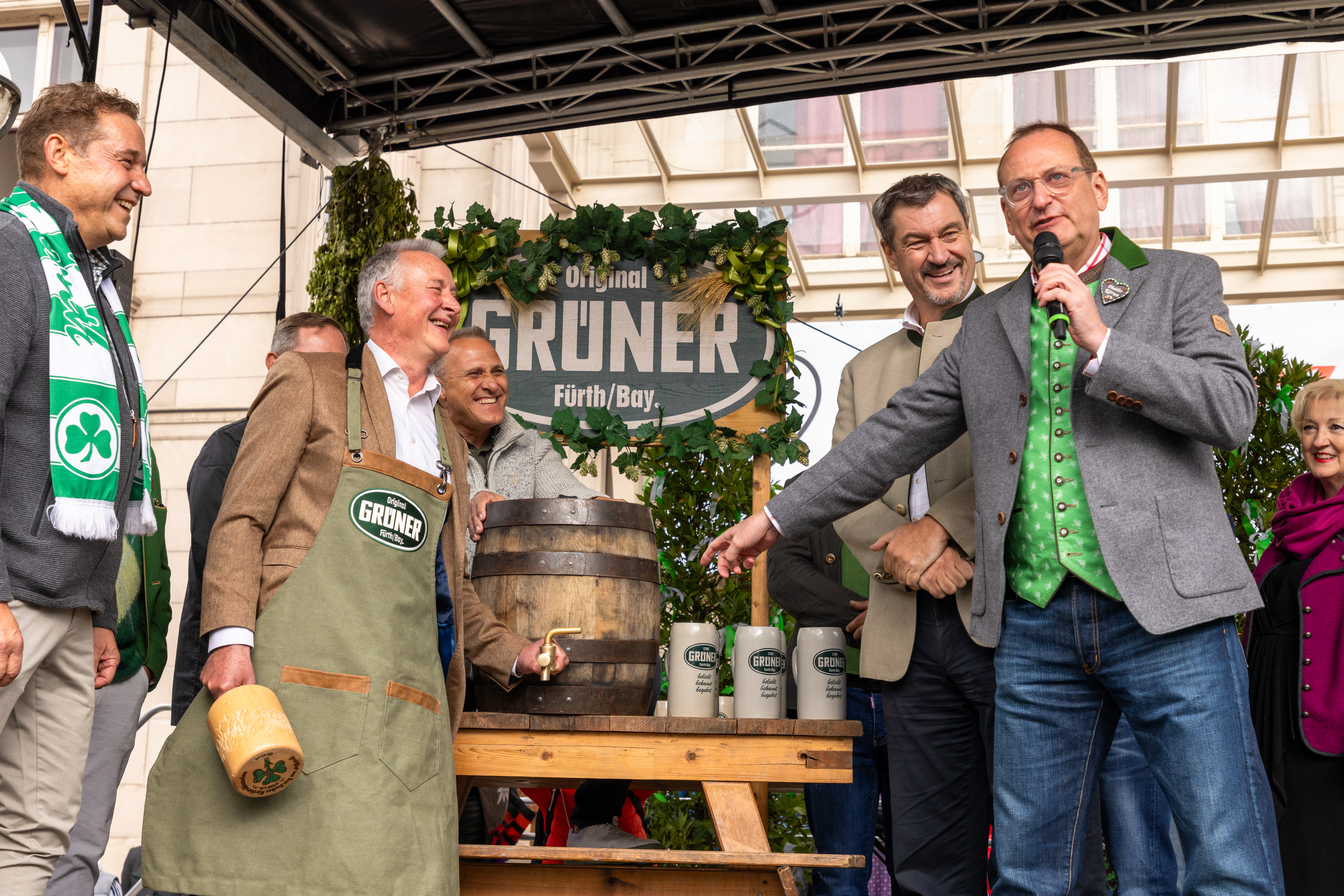
Markus Söder, presidente della Baviera a una cosiddetta inaugurazione di chiesa in Baviera

- Billy Ray Cyrus
- Carlos Santana
- Edie Falco
- George Lopez
- Good Charlotte
- Goo Goo Dolls
- Hall & Oates
- Hilaria Baldwin
- James Gandolfini
- Jay Leno
- Kelly Clarkson
- Matchbox Twenty
- Rainn Wilson
- Robin Williams
- Rob Thomas
- Soul Asylum
- Third Eye Blind
- Tim Allen

## YMCA e la comunità gay
Prima della legalizzazione dell'omosessualità, alcuni uomini usavano spesso le "Y" locali come luoghi d'incontro con altri uomini, una pratica che diminuì quando divennero più diffuse le saune gay.
L'omonima canzone dei Village People si credeva alludesse proprio a questo, nonché alla presenza di omosessuali nelle YMCA. L'autore della canzone Victor Willis ha però smentito in un'intervista del 2017 il fatto che si trattasse di una canzone gay.
Weißes Kreuz e. V. - Sexualethik und Seelsorge (Croce verde e. V. Etica sessuale e pastorale) fa parte dell'associazione tedesca. Birgit Kelle, che ha fatto commenti malevoli sulle vittime di violenza sessuale, a scritta per la Croce Bianca.
La presidente del partito tedesco AfD, Alice Weidel, era un'allieva di una scuola nell'associazione.